# Orpheline
Pour les articles homonymes, voir Orpheline (homonymie).
Pour plus de détails, voir Fiche technique et Distribution.
Orpheline est un drame coécrit et réalisé par Arnaud des Pallières, sorti en 2016.

## Synopsis
Le film parle d'une seule et même femme, à quatre âges de sa vie. La petite Kiki passe son enfance à la campagne. Son existence est bouleversée par une tragique partie de cache-cache. Quelques années plus tard, l'adolescente, baptisée Karine, multiplie les fugues et les rencontres amoureuses pour échapper au foyer familial. À 20 ans, jeune provinciale devenue Sandra, elle monte à Paris et tombe dans le trafic d'argent. Les années passent, elle se fait appeler Renée et pense désormais être une femme accomplie, débarrassée de son passé…

## Fiche technique
- Titre : Orpheline
- Réalisation : Arnaud des Pallières
- Scénario : Christelle Berthevas et Arnaud des Pallières
- Décors : Guillaume Deviercy
- Costumes : Nathalie Raoul
- Photographie : Yves Cape
- Son : Brigitte Taillandier, Jean Mallet, Margot Testemale, Mélissa Petitjean
- Montage : Guillaume Lauras, Emilie Orsini
- Production : Serge Lalou, Michel Klein
- Sociétés de production : Arte, Les Films d'ici, Les Films Hatari, Cinémage 10, Cinéventure 1, Indéfilms 4 et Rhône-Alpes Cinéma
- Société de distribution : Le Pacte (France)
- Budget : 4 629 334 euros[1]
- Box office France : 360 000 USD
- Box office mondial : 365 000 USD
- Pays de production :  France
- Langue originale : français
- Format : couleur — 35 mm — 2,35:1 — son Dolby numérique
- Genre : drame
- Durée : 111 minutes
- Dates de sortie :
  - Canada : 8 septembre 2016 (Festival international du film de Toronto)
  - Belgique : 4 octobre 2016 (Festival international du film francophone de Namur)
  - France : 18 octobre 2016 (Festival international du film indépendant de Bordeaux) ; 29 mars 2017 (sortie nationale)

## Distribution
- Adèle Haenel : Renée (Karine adulte)
- Adèle Exarchopoulos : Sandra (Karine adolescente)
- Solène Rigot : Karine à 13 ans
- Véga Cuzytek : Kiki (Karine enfant)
- Jalil Lespert : Darius
- Nicolas Duvauchelle : le père de Karine
- Gemma Arterton : Tara
- Sergi López : Maurice, le peintre
- Robert Hunger-Bühler (de) : Lev
- Mehdi Meskar : Samy
- Karim Leklou : Antonio
- Olivier Loustau : François
- Rayan Rabia : Hakim
- Nina Mélo : Cindy
- Jonas Bloquet: Patrick
- Sabine Pakora : Gardienne de prison
- Marlène Saldana
- Guillaume Duhesme

## Tournage
Le tournage débute en juillet 2015 dans le département de la Loire. Plusieurs lieux de tournage ont également lieu à Bagnolet (Seine-Saint-Denis).Les scènes de courses ont été tournées à l'hippodrome de Longchamp.

## Distinctions
- Festival international du film francophone de Namur 2016 : 
  - Bayard d'or du meilleur film[4]
  - Bayard d'Or de la meilleure comédienne, conjointement pour Adèle Haenel, Adèle Exarchopoulos, Solène Rigot et Véga Cuzytek.